# Comté de Lincoln (Wyoming)
Pour les articles homonymes, voir Comté de Lincoln.
Le comté de Lincoln (en anglais : Lincoln County) est un comté de l'État du Wyoming dont le siège est Kemmerer. En 2010, sa population est de 18 106 habitants.

## Localités du comté

### Ville
- Kemmerer

### Petites villes
| - Afton - Alpine - Cokeville | - Diamondville - La Barge | - Opal - Thayne |

### Census-designated places
| - Alpine Northeast - Alpine Northwest - Auburn - Bedford - Etna | - Fairview - Fontenelle - Grover - Oakley | - Smoot - Star Valley Ranch - Taylor - Turnerville |